# Erik Gabrielsen
Erik Knud Gabrielsen, född den 17 oktober 1905 i Hørsholm, död den 6 augusti 1997 i Köpenhamn, var en dansk botaniker.
Erik Gabrielsen blev filosofie doktor vid Köpenhamns universitet 1940 och assistent vid veterinär- och lantbrukshögskolans växtfysiologiska laboratorium i Köpenhamn, där han senare blev professor. Han undersökte särskilt växternas kolsyreassimilation och utgav bland annat Über den Kohlenstoffhaushalt der terrestrischen Halophyten (i Det Kgl. Danske Videnskabernes Selskab. Biologiske Meddelelser, 11, 1935 tillsammans med Poul Larsen) och Einfluss der Lichtfaktoren auf die Kohlensäureassimilation der Laubblätter (gradualavhandling, 1940).